# 加藤久美子 (俳優)
加藤 久美子（かとう くみこ）は、劇団四季所属の俳優。福岡県福岡市出身。

## 略歴
6歳から姉の影響でバレエを始める。中学2年生の時、地元の福岡シティ劇場で『オペラ座の怪人』を観劇する。これがミュージカルとの出会いとなる｡高校生の時に､近所の人から劇団四季のオーディションがあることを知らされ､受験する｡研究生として合格するが､高校生活を全うしてから再び四季を目指す道を選ぶ｡しかし､高校卒業前のオーディションで書類提出の時期を間違え､1年間飲食店でアルバイトしながら次のオーディションを待つことになった｡2001年、劇団四季研究所入所。『ライオンキング』で初舞台を踏み、『ウェストサイド物語』コンスェーロ､『アイーダ』『マンマ・ミーア!』などにも出演する。2007年､レッスン中に左足の指を骨折し､完治に半年以上かかった｡その後｢マンマ・ミーア!｣で復帰｡『劇団四季 ソング&ダンス55ステップス』名古屋公演ではダンスキャプテンを務める。同作品福岡公演からは加藤敬二から「バリエーションズ」のメインを託されるなど、日本人離れしたルックスから繰り出されるしなやかなダンスで活躍している。

## 出演作品
- ライオンキング 初舞台
- マンマ・ミーア! - 女性アンサンブル
- アイーダ- 女性アンサンブル 2枠､5枠
- ウエストサイド物語 - コンスェーロ役、エステラ役、アニタ役
- 劇団四季 ソング&ダンス55ステップス - 女性ダンサー
- クレイジー・フォー・ユー - アンサンブル（ルイーズ役、テス役）
- リトル・マーメイド - アンサンブル、アースラ
- アラジン - アンサンブル